# Buttforde

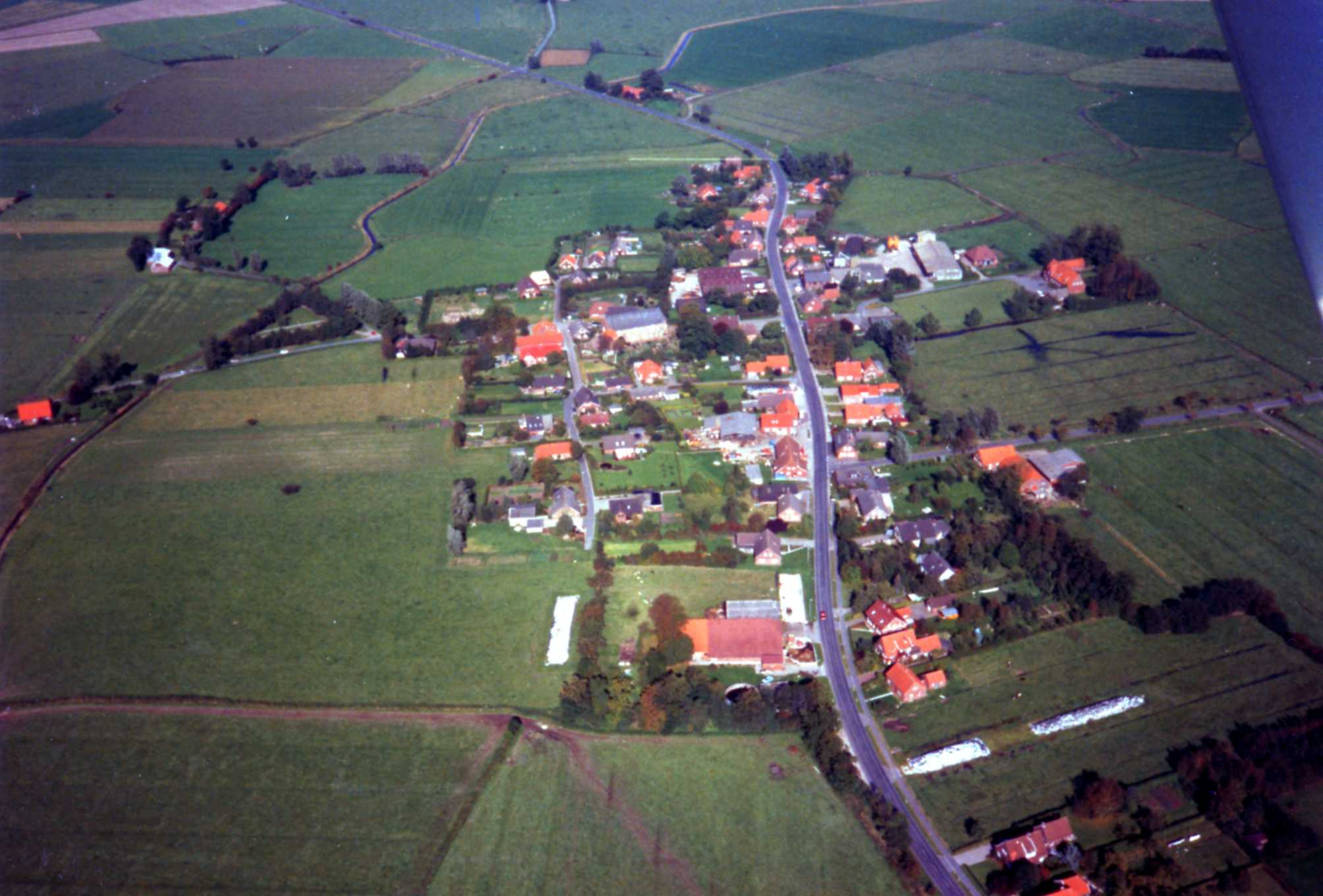
Luftbild von Buttforde

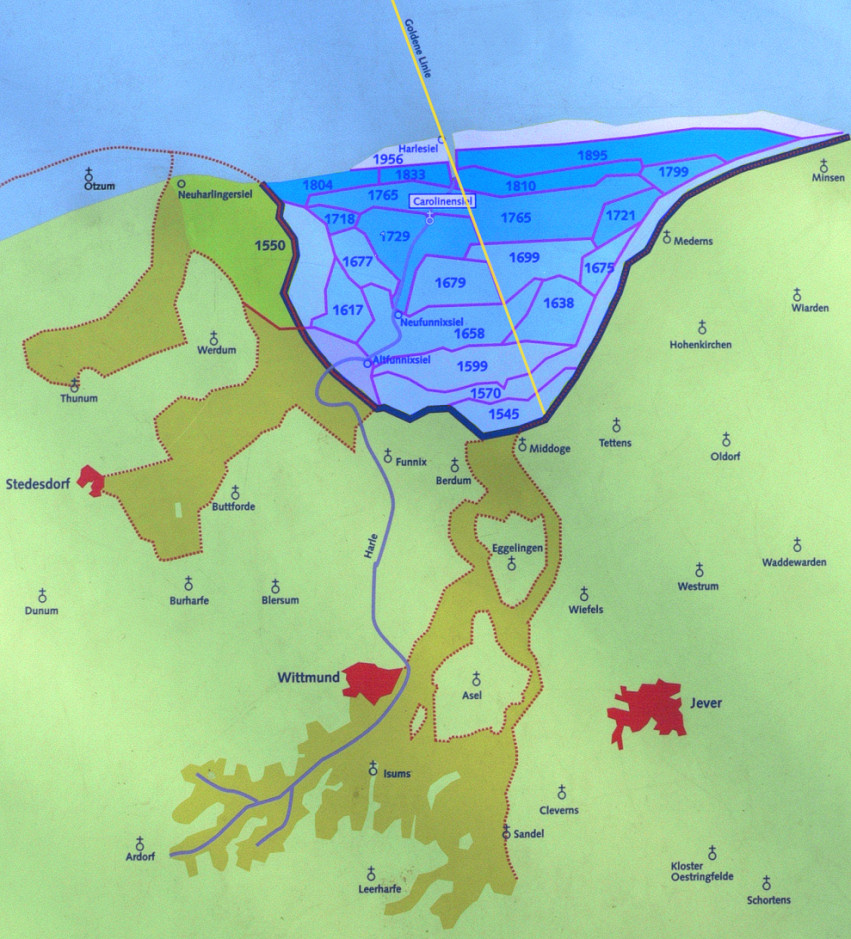
Lage Buttfordes an der historischen Harlebucht und der Goldene Linie

Buttforde ist ein Ortsteil der Stadt Wittmund im gleichnamigen Landkreis Wittmund in Niedersachsen.

## Ortsname
Der volksetymologischen Deutung, dass der Name Buttforde mit dem Fang von Buttfisch in einem Zusammenhang stünde, muss widersprochen werden. Ältere Schreibweisen wie Butefode, Butaforda, Butefoerde und Buthfoerde weisen auf die Herkunft vom niederdeutschen buten (hochdeutsch: außen) hin. Forde, der zweite Teil des Ortsnamens, bedeutet im ostfriesischen Bereich „eine künstliche Furt, eine Brücke oder Damm“. Buttforde meint danach Außenfurt oder Außendamm, vielleicht auch Außendeich.

## Geographie
Buttforde ist ein Haufendorf. Es liegt am Rande der historischen Harlebucht auf einer dem oldenburgisch-ostfriesischen Geestrücken vorgelagerten Geestinsel. Der Boden nördlich der Geestinsel besteht aus Klei, während im südlichen Bereich sogenanntes Knickland vorherrscht. Abgesehen von den Wurten und Geestdurchragungen ist Buttforde fast eben. Die Höhe über Normalnull liegt zwischen 0,7 und 2 Meter.
Umgeben ist Buttforde von folgenden Ortschaften: Werdum, Funnix, Blersum, Burhafe und Stedesdorf. Durch Buttforde führt die Kreisstraße 16, die die B 210 mit Werdum verbindet. In Buttforde zweigt die Kreisstraße 17 nach Funnix ab.

## Geschichte
Die Anfänge Buttfordes liegen im Dunkeln. Im gesamten Bereich des Dorfes wurden allerdings Feuersteinartefakte gefunden, die auf eine Besiedlung in urgeschichtlicher Zeit hinweisen. Scherbenreste, die auf einer 1400 Meter südöstlich von Buttforde befindlichen Warft entdeckt wurden, weisen auf eine hoch- beziehungsweise spätmittelalterliche Siedlung hin. Ein Kirchspiel, das zum Sendbezirk der Kirche Stedesdorf gehörte, lässt sich für die erste Hälfte des 13. Jahrhunderts nachweisen. Vermutlich hatte die jetzige Buttforder Kirche einen frühmittelalterlichen Vorgängerbau. Buttforde wird erstmals 1420 Im Stader Copiar (einem Verzeichnis der dem Bistum Bremen zugeordneten Kirchen) wird Buttforde 1420 als Buteferde erwähnt. Für 1455 ist ein Häuptling namens Aybo to Buthfoerde bezeugt, dessen Sitz auf Haus Buttforde lokalisiert wird. Im 16. Jahrhundert ging die Burg durch Heirat an eine Nebenlinie der Häuptlinge von Werdum. Im 17. Jahrhundert gelangte sie wiederum durch eine Ehe an die Familie von Diepenbrook. Am Ende des 17. Jhs. ging der Besitz in bürgerliche Hände über. Schon 1713 stand auf dem Burgplatz nur noch ein Gehöft. Die Burg lag auf einer 1,50 m hohen Wurt von 110 × 60 m Größe. Sie soll ursprünglich von zwei Gräben und einem Wall umgeben gewesen sein, wovon nur noch der innere Graben außer im Nordosten erhalten ist.
Buttforde wurde um 1600 mit den anderen Orten des Harlingerlandes dem Fürstentum Ostfriesland angegliedert und teilte dessen wechselvolle Geschichte. 1744 kam Buttforde deshalb zu Preußen, 1807 zu Frankreich, 1815 zum Königreich Hannover und ab 1866 wieder zu Preußen. Bis 1806 bildeten Blersum und Buttforde eine Vogtei des Amtes Wittmund. Von 1810 bis 1813 gehörte das Dorf an der ehemaligen Harlebucht zum Departement Ostems, Arrondissement Jever, Canton Wittmund. Gegen Ende der französischen Herrschaft zogen Buttforder gemeinsam mit Dunumer, Stedesdorfer und Burhafer Bürgern nach Esens, um dort die Büros der napoleonischen Besatzungsbehörden zu zerstören. Ab 1824 wurde Buttforde von der Amtsvogtei Funnix aus verwaltet und ab 1885 durch den neugebildeten Landkreis Wittmund.
Am 16. August 1972 wurde Buttforde in die Kreisstadt Wittmund eingegliedert.

## Einwohner
Buttforde hatte Ende 2006 insgesamt 436 Einwohner auf einer Fläche von 24,34 Quadratkilometern. In der Vergangenheit lagen die Einwohnerzahlen erheblich höher. Die sinkende Einwohnerzahl wird unter anderem mit dem Rückgang von Arbeitsplätzen in der Landwirtschaft erklärt.
| Jahr | Einwohner |
| ---- | --------- |
| 1710 | 624       |
| 1812 | 726       |
| 1818 | 739       |
| 1848 | 767       |
| 1875 | 711       |
| 1910 | 544       |

| Jahr | Einwohner |
| ---- | --------- |
| 1925 | 527       |
| 1933 | 602       |
| 1939 | 556       |
| 1946 | 775       |
| 1950 | 725       |
| 1961 | 562       |

| Jahr | Einwohner |
| ---- | --------- |
| 1966 | 550       |
| 1970 | 563       |
| 2006 | 436       |
| 2011 | 446       |

## Religion

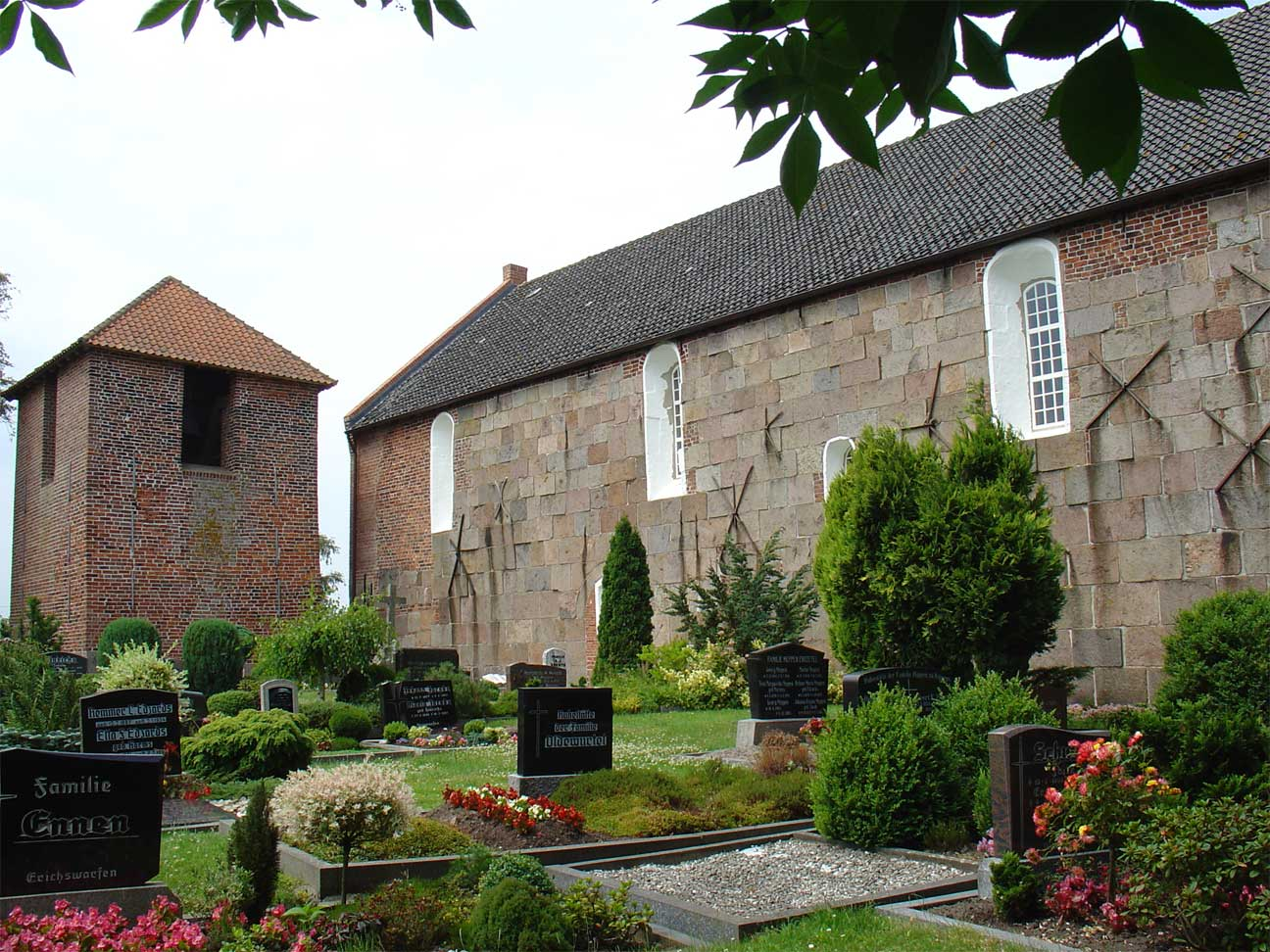
St.-Marienkirche Buttforde

Die Einwohner Butfordes gehören seit der Reformationszeit überwiegend der Evangelisch-lutherischen Kirche an. Ende des 17. Jahrhunderts gewann durch den Esenser Pastor Johann Husius der Pietismus Einfluss auf das Gemeindeleben. 1713 schuf der aus Danzig stammende und von Woquard nach Buttforde versetzte Pastor Aegidius Lindenberg einen eigenen Katechismus, der stark vom Calvinismus beeinflusst war. Da er bereits drei Jahre später deshalb seines Amtes enthoben wurde, blieb sein Einfluss auf die theologische Entwicklung nur begrenzt. Bis 1978 hatte die Kirchengemeinde einen eigenen Pastor. Nachdem seit diesem Zeitpunkt Buttforde von einem Geistlichen gemeinsam mit Funnix und Werdum seelsorgerlich betreut wurde, teilt sich die St.-Marien-Kirchengemeinde seit 2003 eine Pastorenstelle mit der lutherischen Gemeinde in Werdum.
Die 34 römisch-katholischen Christen gehören der Katholischen Kirchengemeinde Wittmund an. Für die geistliche Betreuung der freikirchlichen Christen sind unter anderem die Evangelisch-methodistische Kirche Neuschoo sowie die Baptistengemeinden in Jever und Esens zuständig.

## Sehenswürdigkeiten
Bedeutend, auch über die Grenzen des Harlingerlandes hinaus, ist die St.-Marien-Kirche zu Buttforde, die der damaligen Sendkirche zu Stedesdorf angeschlossen war. Die Granitquaderkirche wurde etwa von 1220 bis 1240 gebaut. Im Jahr 1681 wurde noch ein Vorbau errichtet, der 2005 grundlegend saniert wurde. In der Kirche befindet sich die noch erhaltene und funktionierende Orgel des Meisters Joachim Richborn aus dem Jahre 1681.
Im  gesondert stehenden Glockenturm hängt die Marienglocke des Glockengießers Berend Klinghe zu Bremen (1456 bis 1474). Diese Glocke war ursprünglich für die Kirche in Fulkum (heute zu Holtgast) vorgesehen und wurde 1475 vom Kirchspiel Fulkum erworben. Die Kirche steht unter Denkmalschutz.

## Persönlichkeiten
- Folkert Krey, Schulmeister in Buttforde